# Campeonato Mundial de Atletismo de 2017 - 1500 m feminino
A competição dos 1500 metros feminino no Campeonato Mundial de Atletismo de 2017 foi realizada no Estádio Olímpico de Londres nos dias 4, 5 e 7 de agosto. Faith Kipyegon do Quênia levou a  medalha de ouro.

## Recordes
Antes da competição, os recordes eram os seguintes:
| Recorde mundial                               | Genzebe Dibaba (ETH)    | 3:50.07 | Mônaco                 | 17 de julho de 2015    |
| Recorde do campeonato                         | Tatyana Tomashova (RUS) | 3:58.52 | Paris, França          | 31 de agosto de 2003   |
| Melhor marca do ano                           | Sifan Hassan (NED)      | 3:56.14 | Hengelo, Países Baixos | 11 de junho de 2017    |
| Recorde africano                              | Genzebe Dibaba (ETH)    | 3:50.07 | Mônaco                 | 17 de julho de 2015    |
| Recorde asiático                              | Qu Yunxia (CHN)         | 3:50.46 | Pequim, China          | 11 de setembro de 1993 |
| Recorde da América do Norte, Central e Caribe | Shannon Rowbury (USA)   | 3:56.29 | Mônaco                 | 17 de julho de 2015    |
| Recorde sul-americano                         | Letitia Vriesde (SUR)   | 4:05.67 | Tóquio, Japão          | 31 de agosto de 1991   |
| Recorde europeu                               | Tatyana Kazankina (URS) | 3:52.47 | Zurique, Suiça         | 13 de agosto de 1980   |
| Recorde da Oceania                            | Sarah Jamieson (AUS)    | 4:00.93 | Estocolmo, Suécia      | 25 de julho de 2006    |

## Medalhistas
| Ouro                 | Prata                  | Bronze               |
| Faith Kipyegon (KEN) | Jennifer Simpson (USA) | Caster Semenya (RSA) |

## Tempo de qualificação
| Tempo de qualificação |
| --------------------- |
| 4:07.50               |

## Calendário
| Data                | Horário | Fase          |
| ------------------- | ------- | ------------- |
| 4 de agosto de 2017 | 19:35   | Eliminatórias |
| 5 de agosto de 2017 | 19:35   | Semifinais    |
| 7 de agosto de 2017 | 21:50   | Final         |

Todos os horários estão no horário local (UTC+1)

## Resultados

### Eliminatórias
Qualificação: Seis primeiros de cada bateria (Q) e os seis melhores tempos (q) 
| Pos. | Série | Atleta                    | Nacionalidade    | Tempo   | Notas                |
| ---- | ----- | ------------------------- | ---------------- | ------- | -------------------- |
| 1    | 1     | Genzebe Dibaba            | Etiópia          | 4:02.67 | Q                    |
| 2    | 1     | Caster Semenya            | África do Sul    | 4:02.84 | Q,                   |
| 3    | 3     | Faith Kipyegon            | Quênia           | 4:03.09 | Q                    |
| 4    | 1     | Winny Chebet              | Quênia           | 4:03.19 | Q                    |
| 5    | 3     | Meraf Bahta               | Suécia           | 4:03.23 | Q                    |
| 6    | 1     | Angelika Cichocka         | Polónia          | 4:03.27 | Q                    |
| 7    | 3     | Sofia Ennaoui             | Polónia          | 4:03.35 | Q,                   |
| 8    | 3     | Laura Weightman           | Grã-Bretanha     | 4:03.50 | Q                    |
| 9    | 3     | Besu Sado                 | Etiópia          | 4:03.55 | Q                    |
| 10   | 3     | Konstanze Klosterhalfen   | Alemanha         | 4:03.60 | Q                    |
| 11   | 1     | Rababe Arafi              | Marrocos         | 4:03.67 | Q                    |
| 12   | 1     | Jessica Judd              | Grã-Bretanha     | 4:03.73 | Q,                   |
| 13   | 3     | Gabriela Stafford         | Canadá           | 4:04.55 | q,                   |
| 14   | 3     | Sara Vaughn               | Estados Unidos   | 4:04.56 | q,                   |
| 15   | 1     | Kate Grace                | Estados Unidos   | 4:04.76 | q                    |
| 16   | 1     | Nicole Sifuentes          | Canadá           | 4:05.24 | q,                   |
| 17   | 1     | Zoe Buckman               | Austrália        | 4:05.44 | q                    |
| 18   | 3     | Sarah McDonald            | Grã-Bretanha     | 4:05.48 | q,                   |
| 19   | 1     | Fantu Worku               | Etiópia          | 4:05.81 | Recorde pessoal      |
| 20   | 1     | Marta Pérez               | Espanha          | 4:05.82 | Recorde pessoal      |
| 21   | 3     | Solange Pereira           | Espanha          | 4:06.63 |                      |
| 22   | 1     | Amela Terzić              | Sérvia           | 4:08.55 |                      |
| 23   | 2     | Sifan Hassan              | Países Baixos    | 4:08.89 | Q                    |
| 24   | 2     | Jennifer Simpson          | Estados Unidos   | 4:08.92 | Q                    |
| 25   | 2     | Gudaf Tsegay              | Etiópia          | 4:08.96 | Q                    |
| 26   | 2     | Laura Muir                | Grã-Bretanha     | 4:08.97 | Q                    |
| 27   | 3     | Georgia Griffith          | Austrália        | 4:08.99 |                      |
| 28   | 2     | Malika Akkaoui            | Marrocos         | 4:09.05 | Q                    |
| 29   | 3     | Margherita Magnani        | Itália           | 4:09.15 |                      |
| 30   | 2     | Hanna Klein               | Alemanha         | 4:09.32 | Q                    |
| 31   | 2     | Karoline Bjerkeli Grøvdal | Noruega          | 4:09.56 |                      |
| 32   | 2     | Marta Pen Freitas         | Portugal         | 4:10.22 |                      |
| 33   | 2     | Linden Hall               | Austrália        | 4:10.51 |                      |
| 34   | 1     | Ciara Mageean             | Irlanda          | 4:10.60 |                      |
| 35   | 2     | Claudia Bobocea           | Roménia          | 4:11.20 |                      |
| 36   | 3     | Muriel Coneo              | Colômbia         | 4:11.98 | Recorde da temporada |
| 37   | 2     | Meryem Akda               | Turquia          | 4:12.51 |                      |
| 38   | 2     | Sheila Reid               | Canadá           | 4:13.12 |                      |
| 39   | 2     | Judy Kiyeng               | Quênia           | 4:13.65 |                      |
| 40   | 2     | Esther Chebet             | Uganda           | 4:14.12 |                      |
| 41   | 3     | Tamara Amroush            | Jordânia         | 4:21.81 |                      |
| 42   | 2     | Eliane Saholinirina       | Madagáscar       | 4:23.56 | Recorde da temporada |
| 43   | 3     | Angelina Nadi             | Equipe refugiada | 4:33.54 | Recorde pessoal      |
| 44   | 1     | Simona Vrzalová           | Chéquia          | DNF     |                      |

### Semifinais
Qualificação: Cinco primeiros de cada bateria (Q) e os dois melhores tempos (q).
| Pos. | Série | Atleta                  | Nacionalidade  | Tempo   | Notas |
| ---- | ----- | ----------------------- | -------------- | ------- | ----- |
| 1    | 1     | Faith Kipyegon          | Quênia         | 4:03.54 | Q     |
| 2    | 1     | Laura Muir              | Grã-Bretanha   | 4:03.64 | Q     |
| 3    | 2     | Sifan Hassan            | Países Baixos  | 4:03.77 | Q     |
| 4    | 1     | Caster Semenya          | África do Sul  | 4:03.80 | Q     |
| 5    | 1     | Angelika Cichocka       | Polónia        | 4:03.96 | Q     |
| 6    | 2     | Meraf Bahta             | Suécia         | 4:04.04 | Q     |
| 7    | 1     | Hanna Klein             | Alemanha       | 4:04.45 | Q     |
| 8    | 1     | Genzebe Dibaba          | Etiópia        | 4:05.33 | q     |
| 9    | 2     | Jennifer Simpson        | Estados Unidos | 4:05.40 | Q     |
| 10   | 2     | Laura Weightman         | Grã-Bretanha   | 4:05.63 | Q     |
| 11   | 2     | Malika Akkaoui          | Marrocos       | 4:05.73 | Q     |
| 12   | 1     | Rababe Arafi            | Marrocos       | 4:05.75 | q     |
| 13   | 2     | Sofia Ennaoui           | Polónia        | 4:05.80 |       |
| 14   | 1     | Zoe Buckman             | Austrália      | 4:05.93 |       |
| 15   | 2     | Winny Chebet            | Quênia         | 4:06.29 |       |
| 16   | 2     | Konstanze Klosterhalfen | Alemanha       | 4:06.58 |       |
| 17   | 2     | Sarah McDonald          | Grã-Bretanha   | 4:06.73 |       |
| 18   | 2     | Sara Vaughn             | Estados Unidos | 4:06.83 |       |
| 19   | 2     | Besu Sado               | Etiópia        | 4:07.65 |       |
| 20   | 1     | Nicole Sifuentes        | Canadá         | 4:07.92 |       |
| 21   | 2     | Gabriela Stafford       | Canadá         | 4:08.51 |       |
| 22   | 1     | Jessica Judd            | Grã-Bretanha   | 4:10.14 |       |
| 23   | 1     | Kate Grace              | Estados Unidos | 4:16.70 |       |
| 24   | 1     | Gudaf Tsegay            | Etiópia        | 4:22.01 |       |

### Final
A final da prova ocorreu dia 7 de agosto às 21:50.
| Pos.              | Atleta            | Nacionalidade  | Tempo   | Notas |
| ----------------- | ----------------- | -------------- | ------- | ----- |
| Medalha de ouro   | Faith Kipyegon    | Quênia         | 4:02.59 |       |
| Medalha de prata  | Jennifer Simpson  | Estados Unidos | 4:02.76 |       |
| Medalha de bronze | Caster Semenya    | África do Sul  | 4:02.90 |       |
| 4                 | Laura Muir        | Grã-Bretanha   | 4:02.97 |       |
| 5                 | Sifan Hassan      | Países Baixos  | 4:03.34 |       |
| 6                 | Laura Weightman   | Grã-Bretanha   | 4:04.11 |       |
| 7                 | Angelika Cichocka | Polónia        | 4:04.16 |       |
| 8                 | Rababe Arafi      | Marrocos       | 4:04.35 |       |
| 9                 | Meraf Bahta       | Suécia         | 4:04.76 |       |
| 10                | Malika Akkaoui    | Marrocos       | 4:05.87 |       |
| 11                | Hanna Klein       | Alemanha       | 4:06.22 |       |
| 12                | Genzebe Dibaba    | Etiópia        | 4:06.72 |       |

Legenda
| Recorde mundial       | Recorde mundial (World record)               |                       | Recorde africano                      | Recorde africano (African) |                                           | Q | Classificado por posição (Qualified) |
| Recorde do campeonato | Recorde do campeonato (Championship record)  | Recorde da América    | Recorde da América (Americas)         | q                          | Classificado por melhor tempo (Qualified) |   |                                      |
| Melhor marca do ano   | Melhor marca do ano (World leading)          | Recorde asiático      | Recorde asiático (Asian)              | DNS                        | Não largou (Did not start)                |   |                                      |
| Recorde nacional      | Recorde nacional (National record)           | Recorde europeu       | Recorde europeu (European)            | DNF                        | Não terminou (Did not finish)             |   |                                      |
| Recorde pessoal       | Recorde pessoal do atleta (Personal best)    | Recorde da Oceania    | Recorde da Oceania (Oceania)          | DSQ / DQ                   | Desclassificado (Disqualified)            |   |                                      |
| Recorde da temporada  | Recorde da temporada do atleta (Season best) | Recorde sul-americano | Recorde sul-americano (South America) | NM                         | Sem marca (No mark)                       |   |                                      |